# Classe Duke of Edinburgh
La classe Duke of Edinburgh è stata una classe di incrociatori corazzati della Royal Navy britannica ordinata nel 1902. Inizialmente venne prevista la costruzione di sei navi, ma il progetto delle ultime quattro unità era sensibilmente differente da quello delle prime due, portando le ultime navi costruite ad essere considerate spesso come una classe a parte, la classe Warrior. Furono le prime unità ad essere disegnate dal nuovo Director of Naval Construction, Philip Watts.

## Navi
| Nome                     | Costruttori                 | Motori           | Impostazione     | Varo              | Completamento    | Costo secondo il BNA 1914 |
| ------------------------ | --------------------------- | ---------------- | ---------------- | ----------------- | ---------------- | ------------------------- |
| Classe Duke of Edinburgh |                             |                  |                  |                   |                  |                           |
| Duke of Edinburgh        | Pembroke Dockyard           | Hawthorn Leslie  | 11 febbraio 1903 | 14 giugno 1904    | 20 gennaio 1906  | £1,201,687 *              |
| Black Prince             | Thames Ironworks, Blackwall | Thames Ironworks | 3 giugno 1903    | 8 novembre 1904   | 17 marzo 1906    | £1,193,414 *              |
| Classe Warrior           |                             |                  |                  |                   |                  |                           |
| Warrior                  | Pembroke Dockyard           | Wallsend         | 5 novembre 1903  | 25 novembre 1905  | 12 dicembre 1906 | £1,186,395 *              |
| Cochrane                 | Fairfield, Govan            | Fairfield        | 24 marzo 1904    | 20 maggio 1905    | 18 febbraio 1907 | £1,193,121 *              |
| Achilles                 | Armstrong, Elswick          | Hawthorn         | 22 febbraio 1904 | 17 giugno 1905    | 22 aprile 1907   | £1,191,103 *              |
| Natal                    | Vickers, Barrow             | Vickers          | 6 gennaio 1904   | 30 settembre 1905 | 5 marzo 1907     | £1,218,244 *              |